# Formigara
Formigara é uma comuna italiana da região da Lombardia, província de Cremona, com cerca de 1.138 habitantes. Estende-se por uma área de 12 km², tendo uma densidade populacional de 95 hab/km². Faz fronteira com Camairago (LO), Castiglione d'Adda (LO), Gombito, Pizzighettone, San Bassano.

## Demografia
| Variação demográfica do município entre 1861 e 2011                               |
|                                                                                   |
| Fonte: Istituto Nazionale di Statistica (ISTAT) - Elaboração gráfica da Wikipedia |